# Jagdhaus (Les Clayes-sous-Bois)

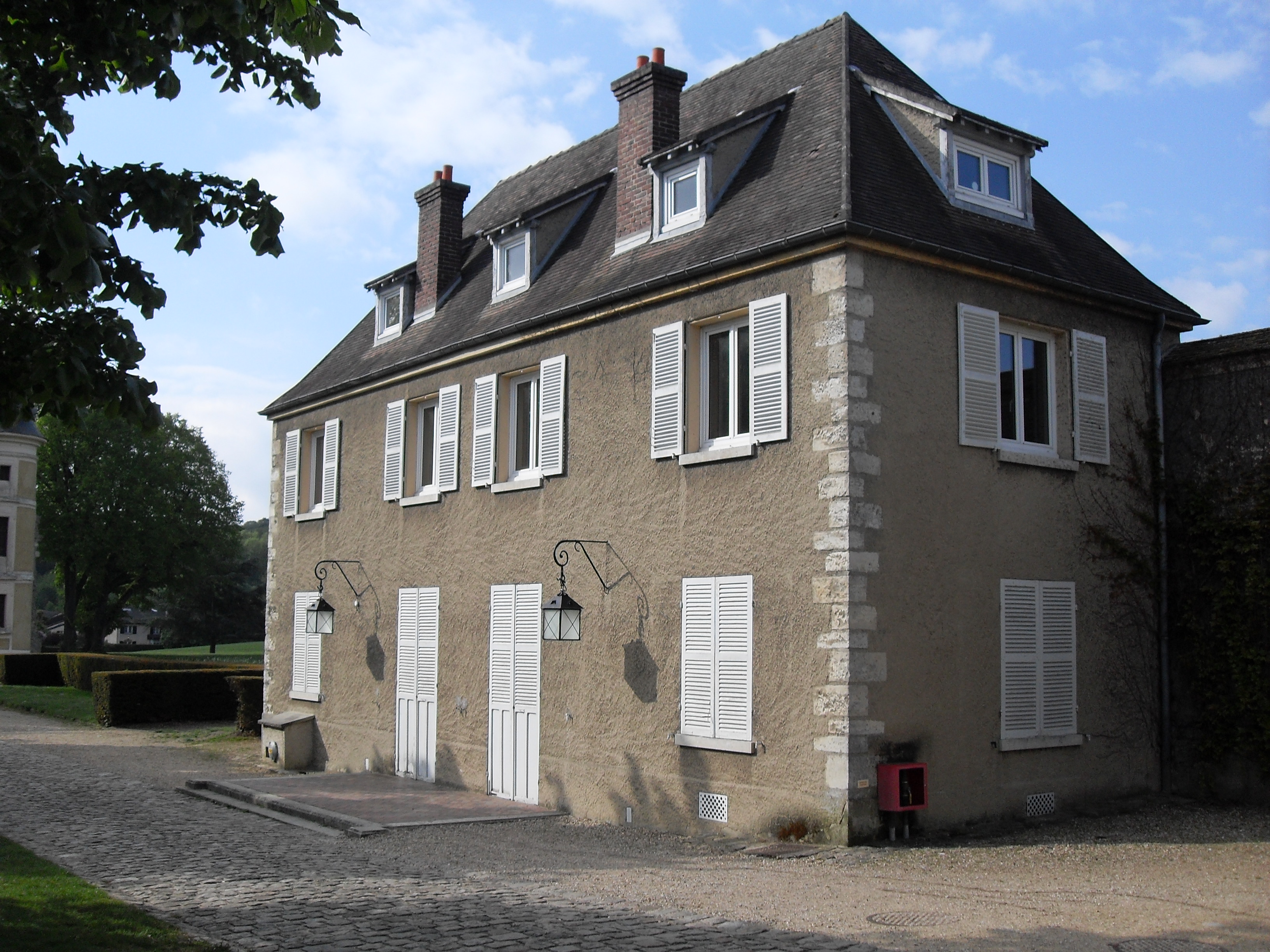
Ehemaliges Jagdhaus in Les Clayes-sous-Bois

Das Jagdhaus in Les Clayes-sous-Bois, einer französischen Gemeinde im Département Yvelines der Region Île-de-France, wurde im 19. Jahrhundert errichtet. Das ehemalige Jagdhaus an der Rue Henri-Prou Nr. 3 ist seit 1972 als Monument historique geschützt.
Der zweigeschossige verputzte Walmdachbau aus Kalksteinmauerwerk mit Eckquaderung hat vier zu eins Fensterachsen und fünf Dachgauben.  
Die offenen Kamine und andere Ausstattungen im Inneren sind aus der Erbauungszeit erhalten.